# Христианство в Шри-Ланке
По данным переписи 2011 года, христианство исповедовали 7,4 % жителей Шри-Ланки: 6,1 % населения страны составляли католики, остальные христианские церкви объединяли 1,3 % шриланкийцев

## История
Местная историография делит историю христианства в Шри-Ланке на три периода: доколониальный (72—1505), колониальный (1505—1948) и постколониальный (с 1948 до наших дней).
Можно предположить, что христианство в Шри-Ланке появилось довольно давно, если учитывать её географическую близость к Индии, где эта религия начала распространяться, как считается, уже в первые десятилетия после своего зарождения. Отдельные источники утверждают, что христианство в Шри-Ланку принёс ещё Апостол Фома. Достоверно же подтверждено, что одними из первых христиан в этой стране были эфиопские торговцы из Аксумского царства, поселившиеся на Цейлоне к V—VI векам н. э.. Свой след на островном государстве оставили и персидские христиане, прибывшие сюда к 550 году и остававшиеся здесь до VII века; уже в дальнейшем, после исламского завоевания Персии, общины персов-христиан в Шри-Ланке исчезают.
После наступления нового тысячелетия христианство имело некоторое распространение в Шри-Ланке, в том числе и при дворе правителей. После захвата Цейлона Португалией в 1505 году на острове начинаются преследования буддистских и индуистских священнослужителей, а также появляются первые францисканские миссионеры. Практика принудительного обращения местных жителей в католичество была через некоторое время отменена португальцами.
Прибывший в Шри-Ланку в XVII веке военный флот голландцев захватил Джафну и вытеснил португальцев. Голландцы запретили исповедовать католицизм на острове и устраивали гонения на католиков; запрет был снят только после 1762 года. В XIX веке, после завоевания Цейлона англичанами, христианство в стране переживало свой расцвет. На остров прибывают американские проповедники, открывшие здесь первую медицинскую школу.
В середине XIX века среди местных жителей отметился всплеск национализма и антихристианских настроений, переросших в столкновения 1883 года и сожжение одной из католических церквей в 1903. После получения Шри-Ланкой независимости в 1960 году правительство продолжило политику дехристианизации, изгнав католических монахинь из государственных больниц и аннулировав визы у христианских миссионеров. По окончании межэтнической гражданской войны в стране, продлившейся 26 лет, своё влияние усилили сингальские буддистские националисты и буддистские монахи с радикальными взглядами. Пользуясь недостаточным вниманием со стороны местного правительства, радикальные группы буддистов продолжают оказывать давление на христианские общины, хотя к настоящему времени, как отмечается, фанатики всё чаще «переключаются» на мусульманское меньшинство.
По итогам исследования международной благотворительной христианской организации «Open Doors» за 2014 год, Шри-Ланка занимала 29-е место в списке стран, где чаще всего притесняют права христиан. В 2015 году позиция Шри-Ланки снизилась до 44-й, но говорить о резком улучшении положения христиан в стране, по мнению немецкого филиала «Open Doors», ещё рано. В особенно сложном положении находятся евангельские церкви.